# Liste der australischen Botschafter in den Vereinigten Staaten

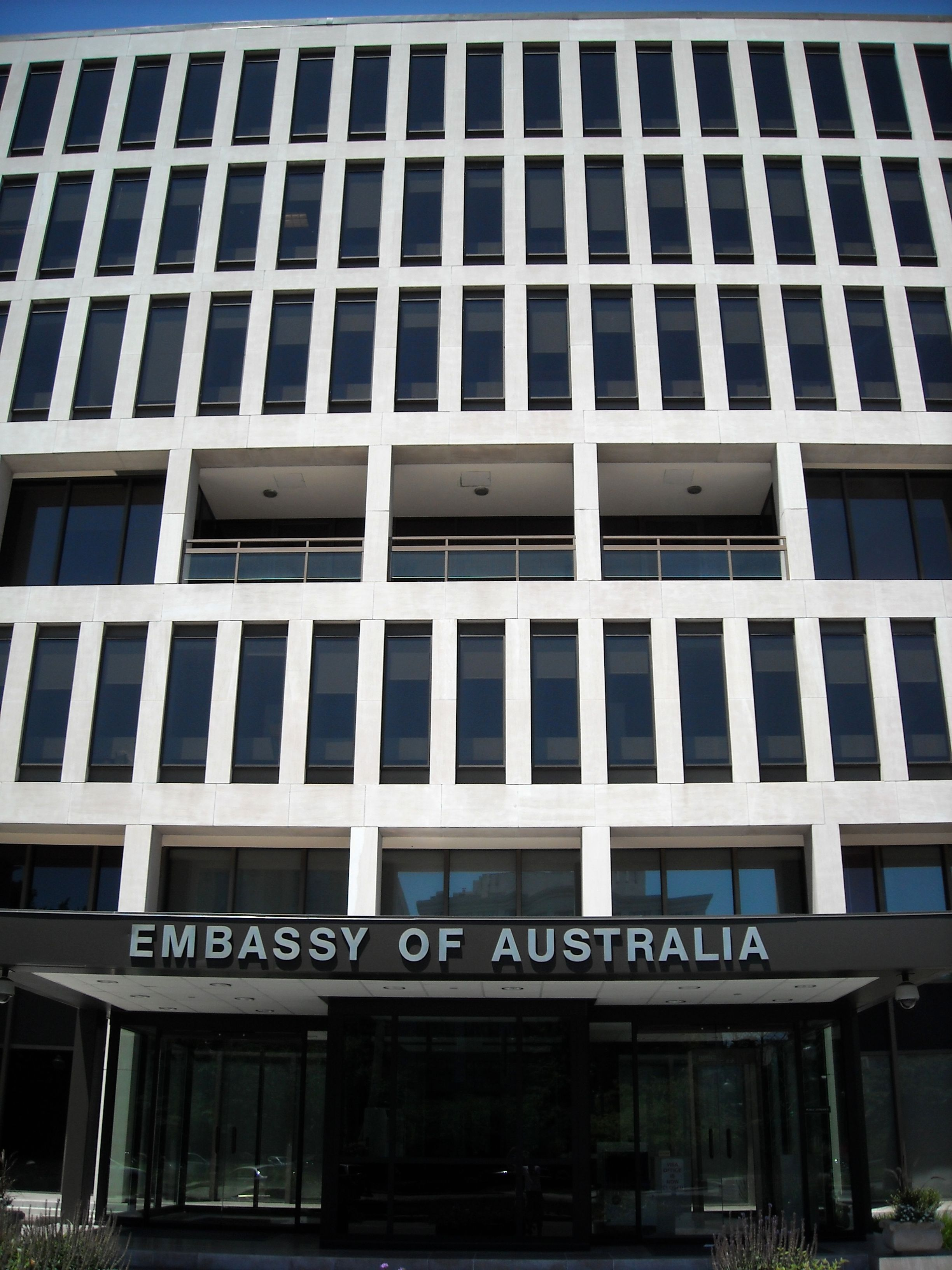
Die australische Botschaft befindet sich in der 3148 Cleveland Ave. NW. (797–3144) Washington, D.C.

| Ernannt       | akkreditiert  | Name                        | Bemerkungen | ernannt während der Regierung von | akkreditiert während der Regierung von | Posten verlassen |
| ------------- | ------------- | --------------------------- | --- | --------------------------------- | -------------------------------------- | ---------------- |
| 1. März 1940  | 5. März 1940  | Richard Casey, Baron Casey  | eröffnete die Gesandtschaft | Earle Page                        | Franklin D. Roosevelt                  |                  |
| 1. Apr. 1942  |               | Herbert Vere Evatt          | konnte Akkreditierungsschreiben nicht anbringen | Arthur Fadden                     | Franklin D. Roosevelt                  |                  |
| 3. Juni 1942  | 10. Juni 1942 | Owen Dixon                  | | Arthur Fadden                     | Franklin D. Roosevelt                  |                  |
| 1. Nov. 1944  | 14. Nov. 1944 | Frederic Eggleston          | Am 19. Juli 1946 wurde die Gesandtschaft zur Botschaft aufgewertet. | Arthur Fadden                     | Franklin D. Roosevelt                  |                  |
| 5. Sep. 1946  | 11. Sep. 1946 | Norman Makin                | | Ben Chifley                       | Harry S. Truman                        |                  |
| 31. Mai 1951  | 8. Juni 1951  | Percy Spender               | | Robert Menzies                    | Harry S. Truman                        |                  |
| 20. März 1958 | 27. März 1958 | Howard Beale                | | Robert Menzies                    | Dwight D. Eisenhower                   |                  |
| 20. Apr. 1964 | 18. Sep. 1964 | Keith Waller                | CBE. (* 1914; † 1992), 1957–1959: Botschafter in Bangkok, 1960–1962: Botschafter in Moskau | Robert Menzies                    | Lyndon B. Johnson                      |                  |
| 8. Juni 1970  | 11. Juni 1970 | James Plimsoll              | 1974 bis 1977 Botschafter in Moskau | John Gorton                       | Richard Nixon                          |                  |
| 21. Feb. 1974 | 13. März 1974 | Patrick Shaw                | (18. September 1913 in Kew (Victoria); † 27. Dezember 1975) 1953–1956: Gesandtschaftssekretär im External Affairs Department in Canberra, 1956–1959: Botschafter in Bonn und Leiter der australischen Militärmission in Berlin, 1960–1962 Botschafter in Jakarta. | Gough Whitlam                     | Gerald Ford                            |                  |
| 27. Dez. 1975 |               | Gordon Noel Upton           | Geschäftsträger ab 25. März 1980 High Commissione to New Delhi | Malcolm Fraser                    | Gerald Ford                            |                  |
| 8. März 1976  | 16. März 1976 | Nick Parkinson              | (* 1926) 1970: High Commissioner in Singapore | Malcolm Fraser                    | Gerald Ford                            |                  |
| 9. Feb. 1977  | 17. Feb. 1977 | Alan Renouf                 | | Malcolm Fraser                    | Jimmy Carter                           |                  |
| 20. Mai 1979  |               | Robert B. Birch             | Geschäftsträger | Malcolm Fraser                    | Jimmy Carter                           |                  |
| 13. Nov. 1979 | 28. Nov. 1979 | Nicholas Fancourt Parkinson | (* 5. Dezbember 1925 in England) | Malcolm Fraser                    | Jimmy Carter                           |                  |
| 15. Juli 1982 |               | Geoffrey J. Price           | Geschäftsträger | Malcolm Fraser                    | Ronald Reagan                          |                  |
| 16. Aug. 1982 | 8. Sep. 1982  | Bob Cotton                  | KCMG AO (* 29. November 1915 – 25. Dezember 2006) |                                   | Ronald Reagan                          |                  |
| 26. Juni 1985 | 17. Sep. 1985 | Rawdon Dalrymple            | [ 4 ] | Bob Hawke                         | Ronald Reagan                          |                  |
| 20. Apr. 1989 | 11. Mai 1989  | Michael John Cook           | (* 28. Oktober 1931) | Bob Hawke                         | George H. W. Bush                      |                  |
| 22. Aug. 1993 | 1. Okt. 1993  | Don Russell                 | | Paul Keating                      | Bill Clinton                           |                  |
| 5. Dez. 1995  | 6. Feb. 1996  | John McCarthy               | | Paul Keating                      | Bill Clinton                           |                  |
| 2. Feb. 1997  | 11. Feb. 1997 | Andrew Peacock              | | John Howard                       | Bill Clinton                           |                  |
| 2. Feb. 2000  | 3. Feb. 2000  | Michael Thawley             | | John Howard                       | Bill Clinton                           |                  |
| 20. Juni 2005 | 11. Juli 2005 | Dennis Richardson           | | John Howard                       | George W. Bush                         |                  |
| 17. Feb. 2010 | 24. Feb. 2010 | Kim Beazley                 | | Julia Gillard                     | Barack Obama                           |                  |
| 8. Dez. 2015  | 29. Jan. 2016 | Joe Hockey                  | | Malcolm Turnbull                  | Barack Obama                           |                  |